# Vakna upp! en stämma bjuder

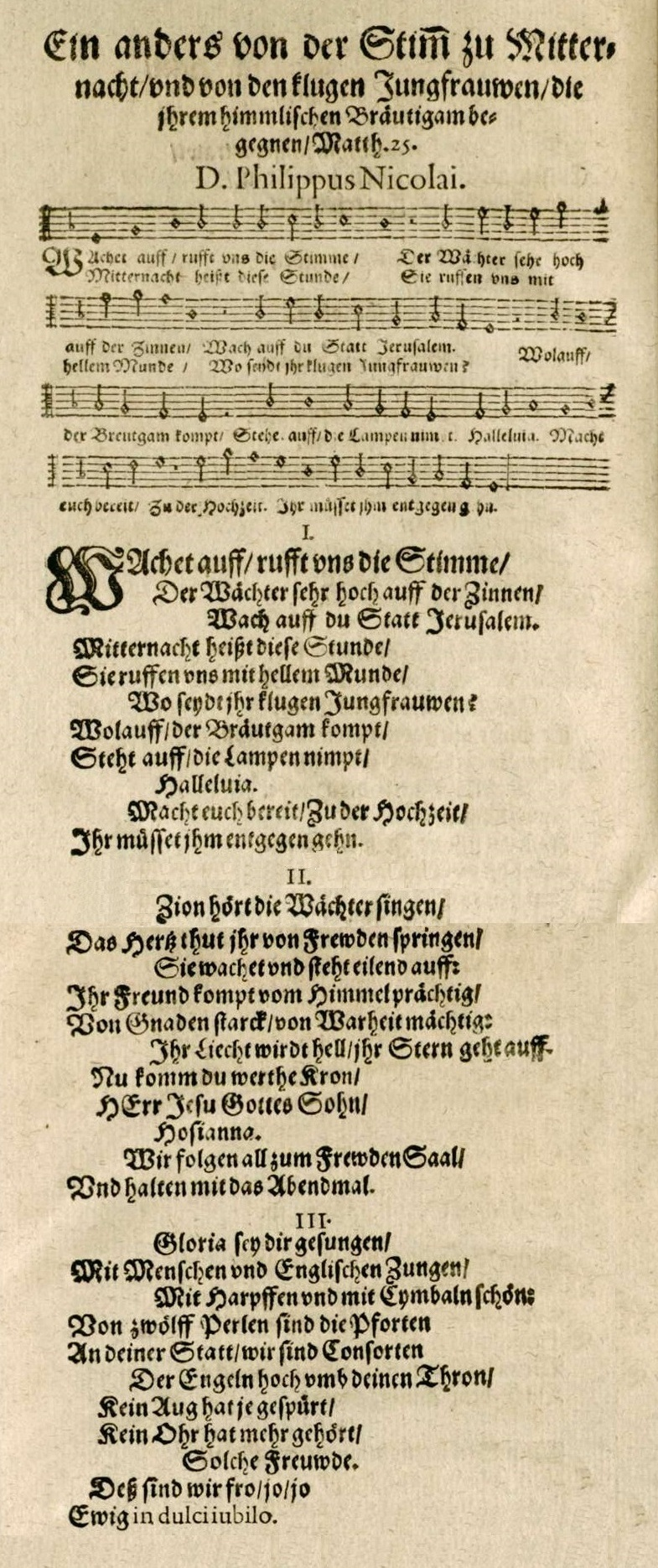
Tryck från Philipp Nicolais Freudenspiegel des ewigen Lebens, 1599

Vakna upp! en stämma bjuder är en domedagspsalm av Johan Olof Wallin från 1816, efter en tysk psalm Wachet auf, ruft uns die Stimme av Friedrich Gottlieb Klopstock från 1758 (v. 1) vilken i sin tur är en mycket bearbetad version av Philipp Nicolais psalm från 1599 med samma inledningsrad. 
I drastiskt åskådliga bilder skildras den yttersta dagens "fröjd och gråt". Tredje versen är ett tilltal till Frälsaren/Domaren, präglat av hopp och längtan.
Musiken är av Philipp Nicolai ur Freuden Spiegel dess ewigen Lebens från 1599. Melodin kallas "koralernas konung" (till skillnad från "koralernas drottning"). 

## Publicerad i
- 1819 års psalmbok som nr 496 med titelraden "Vaken upp! en stämma bjuder", under rubriken "Med avseende på de yttersta tingen: Begravningspsalmer: Om de dödas uppståndelse och den yttersta domen".
- Metodistkyrkans psalmbok 1896 som nr 470 med de bägge första verserna under rubriken "Yttersta domen".
- Nya Pilgrimssånger 1892 som nr 584 under rubriken "Uppståndelsen".
- Svensk söndagsskolsångbok 1908 som nr 335 med titelraden "Vaken upp! en stämma bjuder" under rubriken "Kristi tillkommelse".
- Sionstoner 1935 som nr 689 med titelraden "Vaker upp! en stämma bjuder", under rubriken "Kristi återkomst".
- 1937 års psalmbok som nr 587 med gamla titelraden under rubriken "Uppståndelsen, domen och det eviga livet".
- Den svenska psalmboken 1986 som nr 317 under rubriken "Kristi återkomst" .
- Finlandssvenska psalmboken 1986 som nr 139 under rubriken "Kyrkoårets slut".
- Lova Herren 1988 som nr 723 under rubriken "Kristi återkomst, domen och det eviga livet".